# Sabry Rahil
Sabry Rahil (arabe : صبري رحيل), né le 20 octobre 1987 à Fayoum, est un footballeur international égyptien. Il joue au poste de latéral gauche.

## Biographie
Rahil commence sa carrière au Zamalek SC.  Après 4 années passées au club, il ne renouvelle pas son contrat avec le club cairote. Libre de tout contrat, il s'engage avec le grand club rival, Al Ahly. Mais ayant déjà joué la Ligue des champions de la CAF avec Zamalek, il ne peut pas participer à cette compétition avec sa nouvelle équipe. Par ailleurs, le championnat égyptien est suspendu. Il ne peut donc jouer que les matchs amicaux. 

## Palmarès
- Championnat d'Egypte : 2014, 2016, 2017 et 2018